# Джабхат аль-Акрад
Джабхат аль-Акрад («Бригады курдского фронта»; курд. Enîya Kurdan) — организация курдских повстанцев, относящаяся к сирийской оппозиции и принимающая активное участие в гражданской войне в Сирии в боях против боевиков ИГИЛ. Входит в Джейш-ат-Тувар и Демократические силы Сирии.

## Места дислокации
Военизированная организация действует преимущественно в районах тех мухафаз, где преобладает курдское население, либо в районах, отличающихся смешанным этническим составом, в основном, в мухафазах Алеппо и Ракка. Боевые бригады этой организации контролируют отдельные области преимущественно за пределами квазиавтономных курдских анклавов в Курдских горах, а также в кантонах Джазира и Кобани в самопровозглашённой Федерации Северной Сирии — Рожава, которые контролируют Отряды народной самообороны (YPG) и другие иррегулярные войсковые формирования, подчиняющиеся Высшему курдскому совету. Области под контролем Джабхат аль-Акрад включают в себя сельские районы в основном к северу и востоку от Алеппо, отдельные районы в самом Алеппо, область Эт-Телль-эль-Абьяд в северной части мухафазы Ракка и некоторые кварталы в самой Эр-Ракке.

## Время создания
Эта боевая группа сформировалась в 2013 году в качестве одной из бригад Сирийской свободной армии, противостоящей Сирийской Арабской армии, защищающей легитимное правительство Сирии. Её костяк составляли отряды курдских и арабских перебежчиков, дезертировавших из рядов сухопутных сил Сирии на начальном этапе гражданского противостояния. С момента своего создания эта организация курдского ополчения сохраняла тесные связи с Демократическим союзом (PYD), в том числе осуществляя координацию боевых действий с военизированным крылом этой партии.

## Исключение из ССА
По некоторым данным, Джабхат аль-Акрад была исключена из Военного совета Алеппо, которым руководили представители Сирийской свободной армии 16 августа 2013 года в связи с тем, что организация поддерживала тесные контакты с Демократическим союзом. Поводом для враждебного отношения к Бригадам курдского фронта стали продолжающиеся боестолкновения в северной части Сирии между группировками суннитских мятежников и отрядами курдского военизированного ополчения (YPG).

## Деятельность с 2014 по 2016 год
В начале 2014 года после нескольких месяцев бездействия Джабхат аль-Акрад предпринял попытку наладить взаимодействие с подразделениями Сирийской свободной армии и другим фракциями мятежников при наступлении на позиции ИГИЛ. 17 февраля стало известно, что во время сражения в Алеппо в районе Ашрафие погиб командир Джабхат-аль-Акрад Ала Джабо, чьи передовые формирования удерживали кварталы, в котором проживают сотни тысяч курдов преимущественно из провинции Африн. 28 февраля 2014 года ИГИЛ отступило от границ Аазаза, который был взят силами Джабхат аль-Акрад, а также Северной Штормовой бригадой (курд. Liwa Asifat al-Shamal) и Бригадой Аль-Тавхид. Отряды Джабхат-аль-Акрад публично угрожали покинуть Алеппо и Эр-Ракку в случае, если другие отряды мятежников не окажут им поддержку.
В апреле 2015 года Бригады курдского фронта насчитывали в своём составе около 7 000 бойцов. 3 мая 2015 года они объединились с группировками движения Хаззм, связанным с Сирийским революционным фронтом, а также батальоном «Северное солнце» и более мелкими группировками Сирийской свободной армии, сформировав Армию революционеров. Организация Джабхат аль-Акрад в некоторых аспектах разделяет идеологию муджахиддин.
8 июня 2016 года Джабхат аль-Акрад сформировали батальон мучеников Джиан Ахрас, состоящий исключительно из женщин.